# Gemeindehaus Grimmelshausen

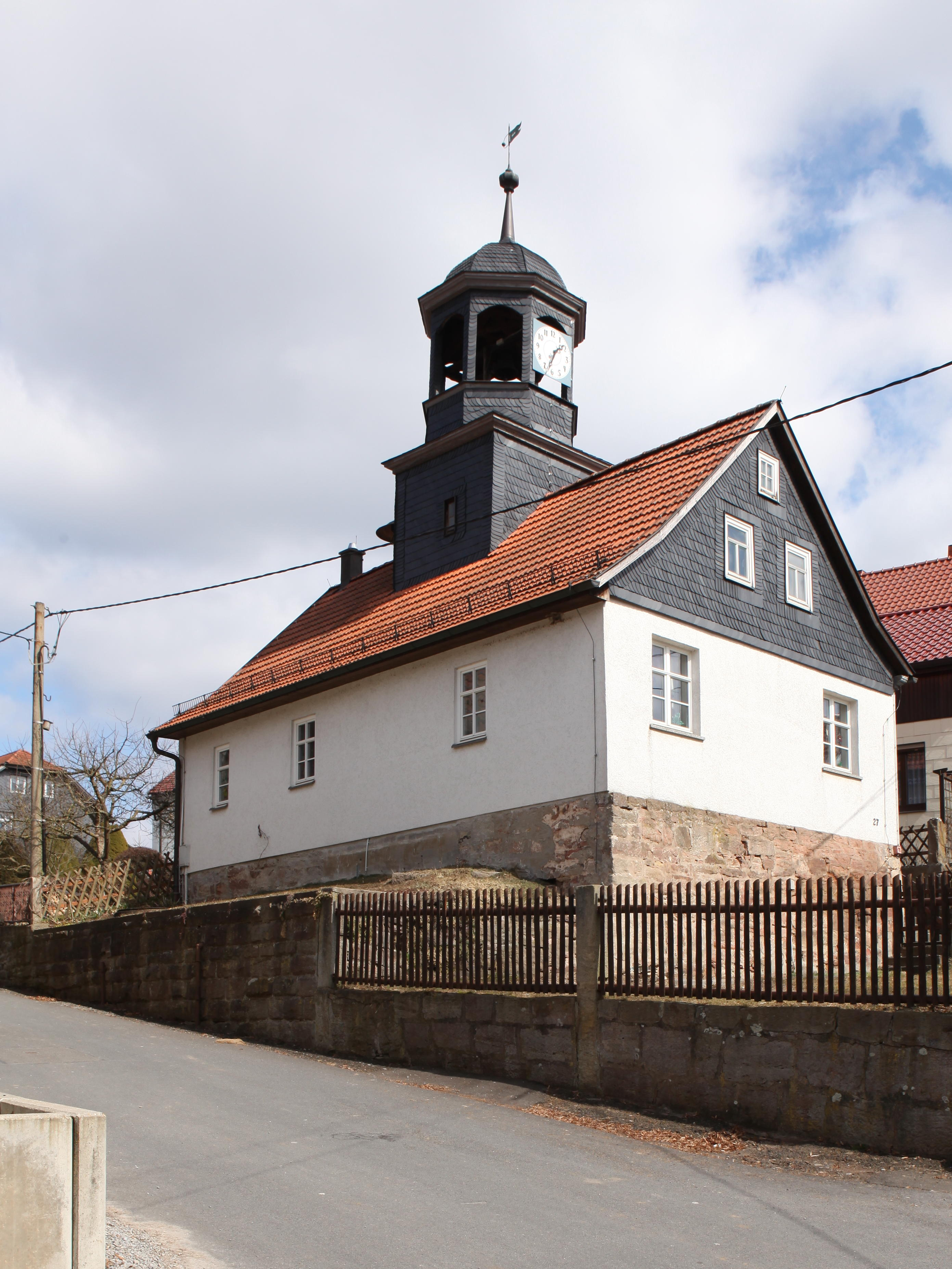
Ab 1801 Schule, später Gemeindehaus

Das denkmalgeschützte Gemeindehaus Grimmelshausen steht in der Gemeinde Grimmelshausen im Landkreis Hildburghausen in Thüringen.
Zu Lebzeiten des Hans Jakob Christoffel von Grimmelshausen muss im Dorf eine Kapelle gestanden haben, denn sie wurde auch schon 1345 urkundlich genannt. Georg Brückner beschrieb sie dann in seiner Henneberger Landeskunde nur noch als Ruine. 
Im Jahre 1801 baute man auf den Grundmauern der Kapelle einen Schulneubau, der auch durch einen Dachreiter gekennzeichnet ist. Später wurde die Schule Gemeindehaus. Nachweislich wurde das Gebäude von etwa 1935 bis nach 1990 als Kindergarten unter der Leitung von Erna Karl genutzt. Nach 1990 wurde es im Rahmen einer Dorferneuerung umgebaut und rekonstruiert und ist jetzt Eigentum der Kommune. Untergebracht wurde das Dienstzimmer des Bürgermeisters und ein Versammlungsraum. Vorwiegend wird der Versammlungsraum von der Freiwilligen Feuerwehr des Ortes genutzt.